# Бану Џудам
Бану Џудам (арап. بنو جذام‎, Бану Џутхам или Бани Џутхам) је племе из Јемена које је емигрирало у Сирију и Египат и егзистирало на истом простору заједно са племенима Азд и Хамдан Кахлани. Већина арапских генеалога није сигурно да ли су они Кахлани или Химијарско племе.

## Насељавање Сирије и Египта
Бану Џудам (Џурхам) племе истиче своје јеменско порекло. Они су одржали савез са племама Калбид, Бану Амела и Азд у Гасанидском краљевству, углавном су настанили Аман, Џабал Амел, Северни Египат и Табук.
Пре ислама, Бану Џудам је описано као хришћанско племе и служило је као федерат Византијског царства. Неки огранци овог племена су такође били склони ка јудаизму, међутим, мало њих је променило веру.

## Исламски период
Током Мухамедовог живота, племе Џудам је одбацило поруке и придиковање муслимана и остало лојалано Византијском царству.
У време битке код Јармоука у 636. години, они су се удружили са колонама Гасанида који су дезертирали и прешли на муслиманску страну. Већина племена је прешла у ислам и на крају разбила савез са Гасанидима, заједно са Калбидима, они су играли важну улогу у исламизацији Сирије.
Током прве Фитне између Муавије и Алија, припадници племена Џудам (као и сва остала арапска племена Палестине и Јордана) потпуно су подржали првог. Племе је касније подељено, када је његов вођа био у сродству са Абд Аланом ибн ел Зубаиром у његовој побуни против Омејада.

## Савез са Калбидима
Припадници овог племена били су савезници Омејада, подржавајући племе Калб против племена Кајси, иако нису то учинили у бици код Марџ Рахите (684.). Њихов савез ће их зато скупо коштати. Племена Кајси је стекло велику снагу након пада Омејада и пораста њихових нових савезника у Багдаду (Абасиди), што је довело до серије осветничких ратова који су се продужили до 18. века.
Племе Бану Џудам се на крају спојило са племеном Бану Амела на подручју Галилеје, а почетком 11. века, преселили су се у јужни Либан.